# 訃報 2001年2月
訃報 2001年2月（ふほう 2001ねん2がつ）では、2001年（平成13年）2月中に物故した、又は物故が報じられた人物についてまとめる。

## （1日 - 14日）

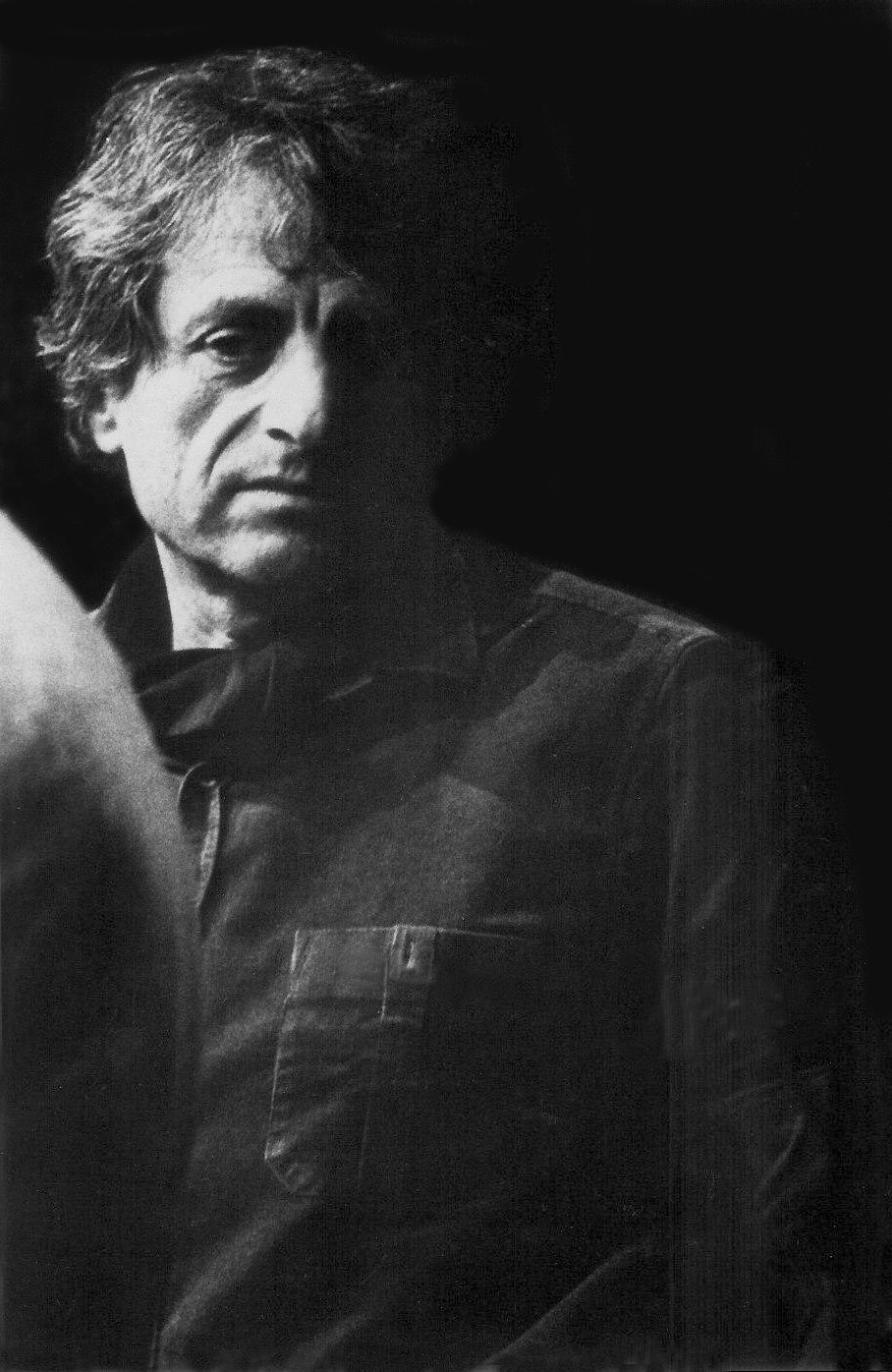
ヤニス・クセナキス／2月4日没

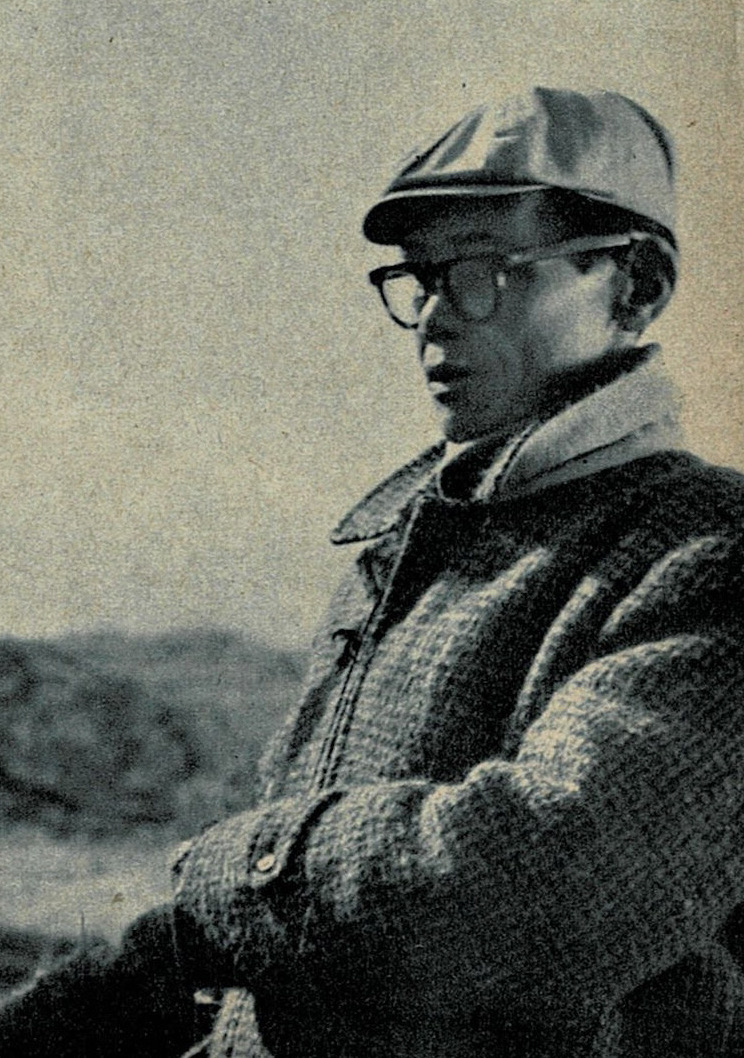
並木鏡太郎／2月14日没

- 2月2日 - 加堂秀三、小説家（* 1940年）
- 2月3日 - 朝吹三吉、フランス文学者（* 1914年）
- 2月4日 - ヤニス・クセナキス、作曲家（* 1922年）
- 2月4日 - J・J・ジョンソン、ジャズトロンボーン奏者（* 1924年）
- 2月6日 - 松原敏春、脚本家（* 1947年）
- 2月7日 - 佐治乾、脚本家（* 1929年）
- 2月8日 - 和田香苗、作曲家（* 1932年）
- 2月14日 - 大石隆子、書家（* 1901年)
- 2月14日 - 並木鏡太郎、映画監督、脚本家、小説家 （* 1902年)
- 2月14日 - 大室孟、陸軍軍人、航空自衛官（* 1912年）

## （15日 - 28日）

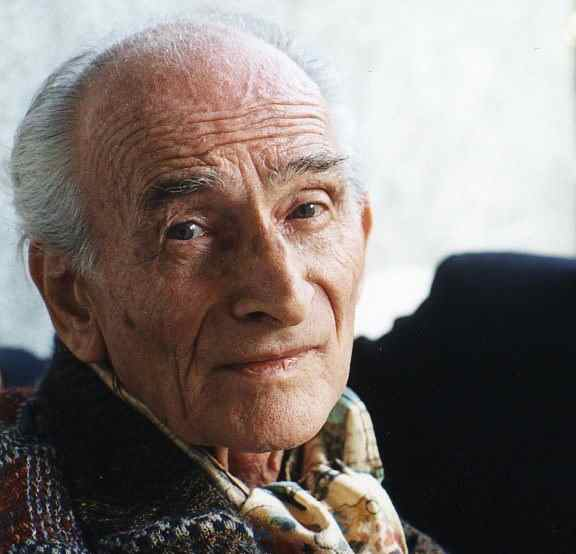
バルテュス／2月18日没

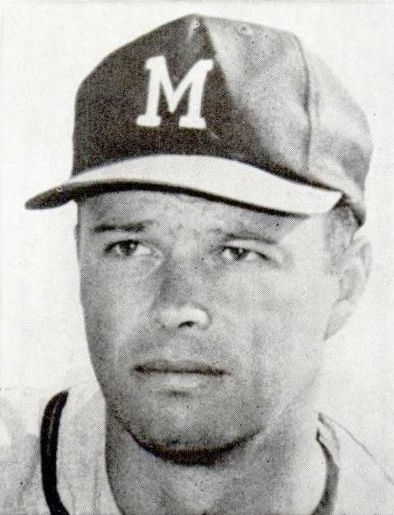
エディ・マシューズ／2月18日没

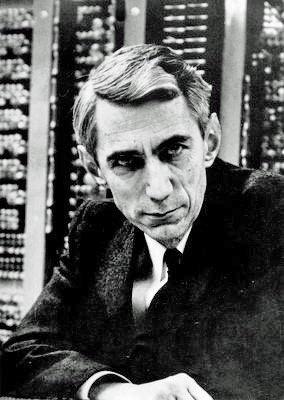
クロード・シャノン／2月24日没

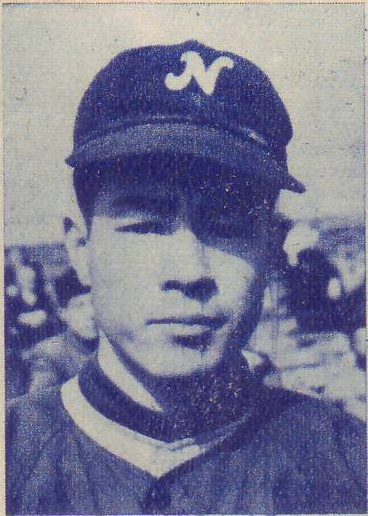
田中久寿男／2月24日没

- 2月18日 - バルテュス、画家（* 1908年）
- 2月18日 - 宮崎仁郎、元プロ野球選手（* 1920年）
- 2月18日 - エディ・マシューズ、メジャーリーガー（* 1931年）
- 2月20日 - 今堀宏三、生物学者（* 1917年）
- 2月24日 - クロード・シャノン、数学者（* 1916年）
- 2月24日 - 田中久寿男、元プロ野球選手（* 1935年）
- 2月25日 - シーグルト・ラッシャー、クラシック・サクソフォーン奏者（* 1907年）
- 2月27日 - 黒澤良彦、昆虫学者（* 1921年）
- 2月28日 - 蟹江ぎん、きんさんぎんさんの妹（* 1892年）